# Giannīs Antetokounmpo
Giannīs Sina Ugo Antetokounmpo, nato Adétòkunbọ̀ (in greco Γιάννης Σίνα-Ούγκο Αντετοκούνμπο?, IPA: [ˈʝanis adetoˈkumbo]; Atene, 6 dicembre 1994), è un cestista greco con cittadinanza nigeriana.
Selezionato come quindicesima scelta assoluta al Draft NBA 2013, attualmente gioca per i Milwaukee Bucks. Soprannominato The Greek Freak (lett. "il mostro greco"), è considerato uno dei migliori cestisti della sua generazione e uno dei giocatori più dominanti della lega. Nel 2021 ha vinto il titolo NBA con i Milwaukee Bucks venendo nominato all'unanimità MVP delle finali. È stato inoltre eletto MVP delle stagioni 2018-2019 e 2019-2020 e dell'All-Star Game nel 2021, oltre che difensore dell'anno nella stagione 2019-2020, diventando così il solo giocatore insieme a Michael Jordan e Hakeem Olajuwon ad aver vinto MVP della stagione regolare, MVP delle finali e Difensore dell'anno.
Nella stagione regolare è il più giovane di sempre a superare i 17.000 punti, 7.000 rimbalzi e 3.000 assist, primato che spettava a Kevin Garnett. Inoltre, nella storia dei Milwaukee Bucks è primo per presenze, minuti, punti, rimbalzi, assist e stoppate.

## Biografia
Antetokounmpo è nato a Zografo, sobborgo di Atene, in Grecia, il 6 dicembre 1994, figlio di immigrati nigeriani: il padre Charles era un ex calciatore professionista in patria, mentre la mamma Veronica era una saltatrice in alto. Tre anni prima, i suoi genitori si erano trasferiti da Lagos, lasciando con i nonni il figlio primogenito, Francis. Antetokounmpo crebbe nel quartiere Sepolia di Atene, a cui è rimasto legato, tanto che nel 2020 donò dei pasti ai bisognosi della zona. Dato che i suoi genitori, in quanto immigrati, non riuscivano facilmente a trovare lavoro, Giannīs e suo fratello maggiore Thanasīs si dedicarono al commercio ambulante di orologi, borse e occhiali da sole.
I suoi fratelli Thanasīs, Kōstas e Alex sono anche loro cestisti.

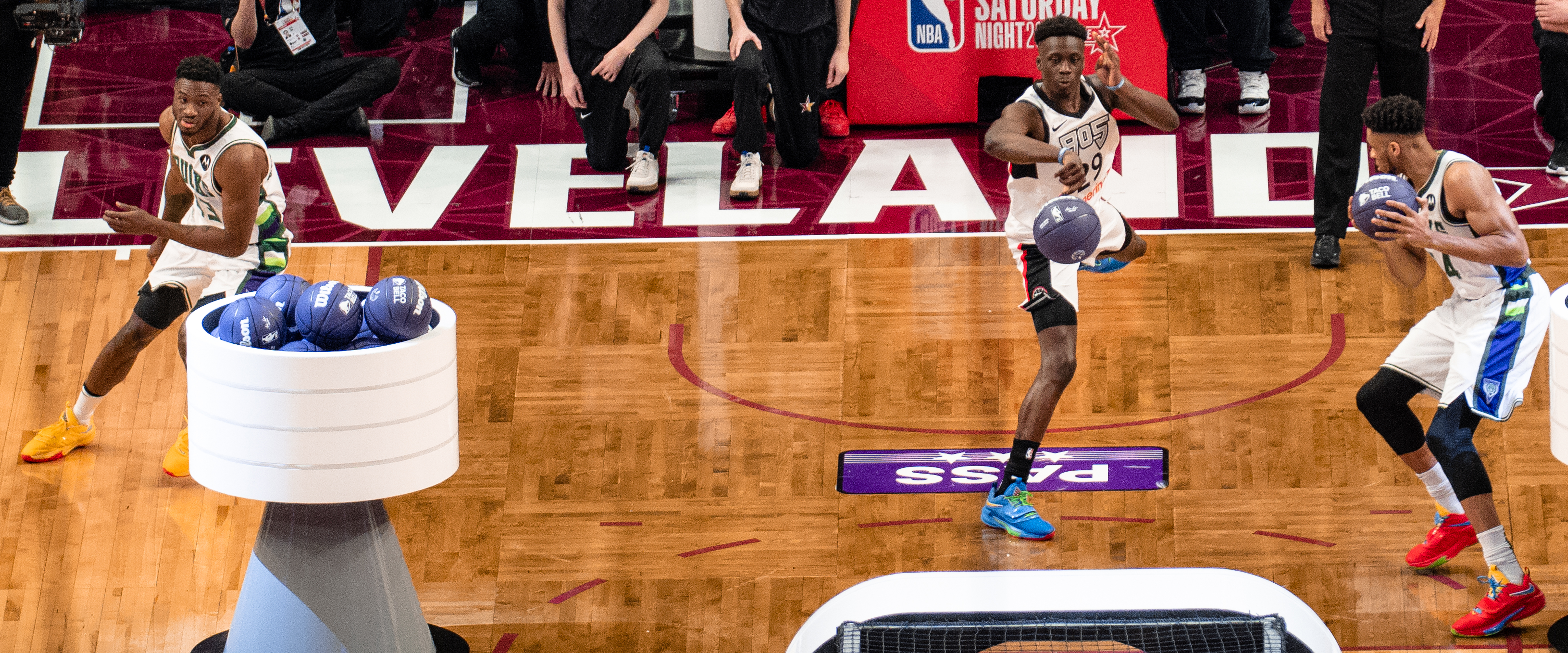
Thanasis, Alex e Giannis (da sinistra) all'All-Star Weekend 2022

Per i primi diciotto anni della sua vita Antetokounmpo fu apolide, senza cittadinanza nigeriana o greca. Giannīs e tre dei suoi fratelli, anch'essi nati in Grecia, non ricevettero la cittadinanza greca alla nascita poiché la legge sulla nazionalità greca è informata al principio giuridico dello ius sanguinis. Ha ottenuto la cittadinanza greca nel 2013 e possiede anche il passaporto nigeriano dal 2015.
Nell'estate 2016 ha dovuto svolgere 3 mesi di leva militare obbligatoria insieme al fratello Thanasīs per l'esercito greco, periodo ridotto rispetto ai 9 mesi classici in quanto greco risiedente all'estero.
Il 29 settembre 2017 il padre Charles è scomparso all'età di 54 anni per via di un arresto cardiaco.
Per quanto riguarda la pallacanestro, ha dichiarato di aver sempre ammirato LeBron James, Kobe Bryant e il connazionale Vasilīs Spanoulīs, onorando quest'ultimo in un video-saluto per il suo ritiro affermando: «senza Nikos Galīs, non ci sarebbe stato Vasilīs Spanoulīs e senza Vasilīs Spanoulīs non ci sarebbe stato Giannīs Antetokounmpo».
Nel 2022, sulla piattaforma streaming Disney+, è uscito Rise, film biografico che parla del percorso travagliato di Giannīs e dei suoi fratelli.
È un grande appassionato di calcio, spesso viene invitato agli incontri di MLS e inoltre ha giocato anche come portiere alternando il calcio col basket. La squadra per la quale fa il tifo è l'Arsenal, ma ha dichiarato di essere anche un sostenitore del Panathīnaïkos. Ha inoltre sostenuto in diverse interviste di essere appassionato dell’ex calciatore francese Thierry Henry (militante per la maggior parte della sua carriera proprio nell’Arsenal) e dell’ex calciatore, ora dirigente sportivo Zlatan Ibrahimović.

## Cognome
Il cognome originario della famiglia, in lingua yoruba della Nigeria, è Adétòkunbọ̀. Ade, in yoruba, significa corona, re. Tokunbo esprime il concetto di un bambino nato in paese lontano dal luogo di provenienza dei propri genitori che è ritornato nel luogo di origine familiare. Infatti "ti" é la particella che indica il passato del verbo, "mbo" é il verbo arrivare ed "okun" significa mare. La preposizione di moto da luogo non é necessaria in yoruba in questo caso. Alla fine quindi, l'unione dei due termini significa: "la corona é arrivata dal mare", ma può essere meglio resa con "il re nato all'estero che ritorna alle sue origini".
Antetokounmpo è la traslitterazione in caratteri latini del greco Αντετοκούνμπo (cognome ufficiale dall'acquisizione della cittadinanza ellenica nel 2013), che a sua volta è la trascrizione in caratteri greci di Adétòkunbọ̀ (i suoni /d/ e /b/ vengono dunque rappresentati rispettivamente con ντ e μπ, mentre le lettere δ e β rappresenterebbero rispettivamente i suoni /ð/ - ossia th dell' inglese that - e /v/).
Vista la lunghezza del suo cognome e la difficoltà nel pronunciarlo è stato soprannominato anche The Human Alphabet o semplicemente The Alphabet.

## Caratteristiche tecniche
Di ruolo ala grande, è dotato di un atletismo sopra la media e di un'ottima agilità in rapporto alla sua altezza. Destro naturale, gestisce ottimamente la palla anche con la mano mancina: la sua abilità nel ball handling ha spinto il suo ex allenatore Jason Kidd a provarlo anche nel ruolo di playmaker durante la NBA Summer League del 2014. Nel suo repertorio rientrano le schiacciate e un buon gioco in post. Il tiro da tre rappresenta la sua principale debolezza insieme ai tiri liberi, sebbene il giocatore abbia mostrato progressivi miglioramenti in tal senso.
È in grado di marcare da un punto di vista fisico tutti e cinque i ruoli, inoltre è un abile stealer per via di un'ottima capacità di lettura dei passaggi avversari. Si destreggia in maniera ottima anche nelle stoppate, un'altra delle caratteristiche che lo rendono uno dei migliori difensori della lega.
Nella stagione 2021-22 ha iniziato a tirare da tre con percentuali migliori, perfezionando anche il tiro in Fadeaway e segnando addirittura una tripla gamewinner in Step-Back. Dopo questa sua grandiosa stagione è stato paragonato da molti opinionisti a Kevin Durant, diventando in maniera quasi unanime il cestista più forte e completo al mondo.

## Carriera

### Grecia (2012-2013)
Antetokounmpo inizia a giocare a basket nelle squadre giovanili del Filathlitikos in Grecia. Comincia la sua carriera professionistica nel campionato A2 greco, con la squadra del Filathlitikos, nella stagione 2012-2013. Una volta diciottenne, nel dicembre 2012, firma un contratto di quattro anni con il CAI Zaragoza nel campionato spagnolo.
Durante la stagione 2012-13 nella lega A2 greca, Antetokounmpo tira con il 46,4% dal campo (62,1% nei tiri da due e 31,3% nei tiri da tre punti) e 72,0% nei tiri liberi, giocando in media 22,5 minuti a partita. Mantiene una media di 9,5 punti, 5,0 rimbalzi, 1,4 assist, 0,7 palle rubate, e 1,0 stoppate a gara in 26 partite disputate.

### NBA (2013-)

#### I primi anni nella lega (2013-2016)

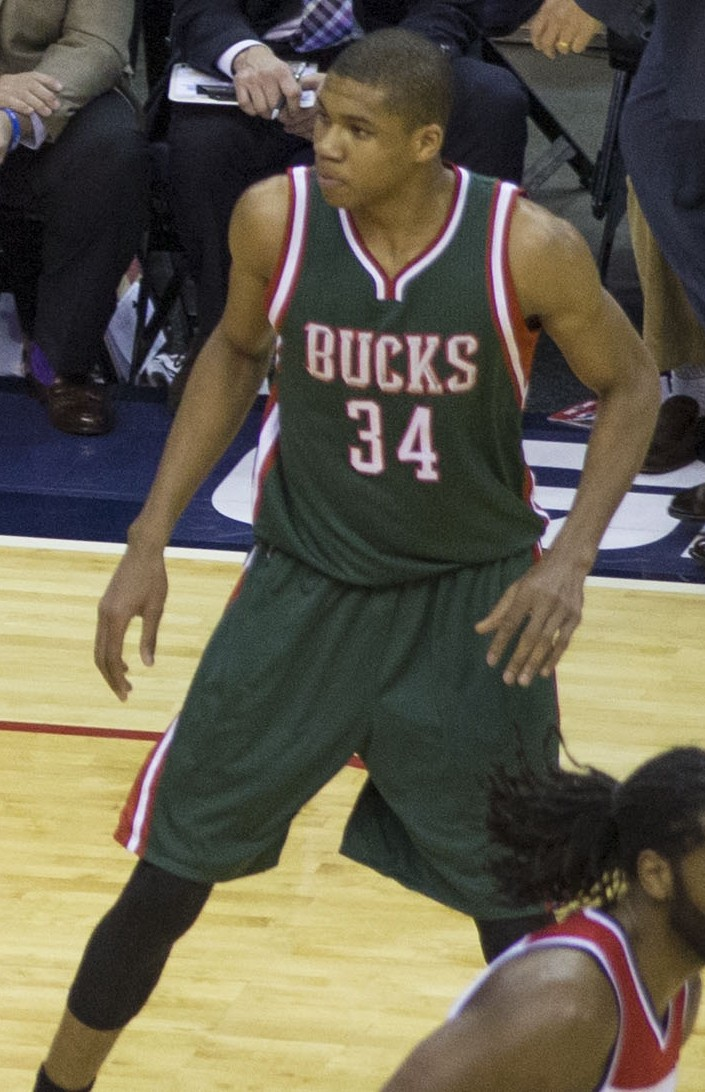
Un giovane Giannis alla sua prima stagione in NBA

Il 28 aprile 2013 Antetokounmpo annuncia la sua partecipazione al Draft NBA 2013. Giannīs rispetta tutte le previsioni venendo selezionato con la quindicesima scelta al primo turno dai Milwaukee Bucks, divenendo il giocatore greco ad esser selezionato nella posizione più alta ad un draft NBA, record poi battuto da Giōrgos Papagiannīs che verrà selezionato alla tredicesima scelta nel Draft NBA 2016. Il 30 luglio 2013 firma un contratto come rookie con i Bucks.
Il 16 ottobre 2014 i Bucks esercitano la loro opzione di squadra del terzo anno di contratto da rookie di Antetokounmpo, estendendolo fino alla stagione 2015-16. Il 6 febbraio 2015 mette a referto il suo career-high di 27 punti e 15 rimbalzi nella sconfitta contro gli Houston Rockets. Tre giorni dopo viene eletto giocatore della settimana. In seguito gareggia nel 2015 NBA Slam Dunk Contest dell'NBA All-Star Weekend a New York. I Bucks finiscono la stagione regolare con un record di 41-41, buono per il sesto posto nella Eastern Conference. Giannīs salta una sola partita durante la stagione 2014-15, tenendo una media di 12,7 punti e 6,7 rimbalzi in 81 partite. I Bucks vengono eliminati al primo turno dei playoff dai Chicago Bulls per 4-2.
Il 26 ottobre 2015 i Bucks esercitano la loro opzione di squadra del quarto anno di contratto da rookie di Antetokounmpo, estendendolo per la stagione 2016-17. Il 15 gennaio 2016 registra 28 punti e un career-high di 16 rimbalzi nella vittoria per 108-101 contro gli Atlanta Hawks.
Il 22 febbraio Antetokounmpo ottiene in carriera la prima tripla doppia con 27 punti, 12 rimbalzi e 10 assist nella vittoria 108-101 sui Los Angeles Lakers. A 21 anni, diventa il più giovane dei Bucks ad ottenere una tripla doppia. Il 13 marzo, ottiene la sua quarta tripla-doppia in 11 partite con 28 punti, 11 rimbalzi e un career-high di 14 assist nella vittoria 109-100 sui Brooklyn Nets, diventando il primo giocatore Bucks con quattro triple-doppie in una stagione. Il 1º aprile registra la quinta tripla-doppia della stagione con 18 punti, 11 rimbalzi e 11 assist nella vittoria 113-110 con gli Orlando Magic.

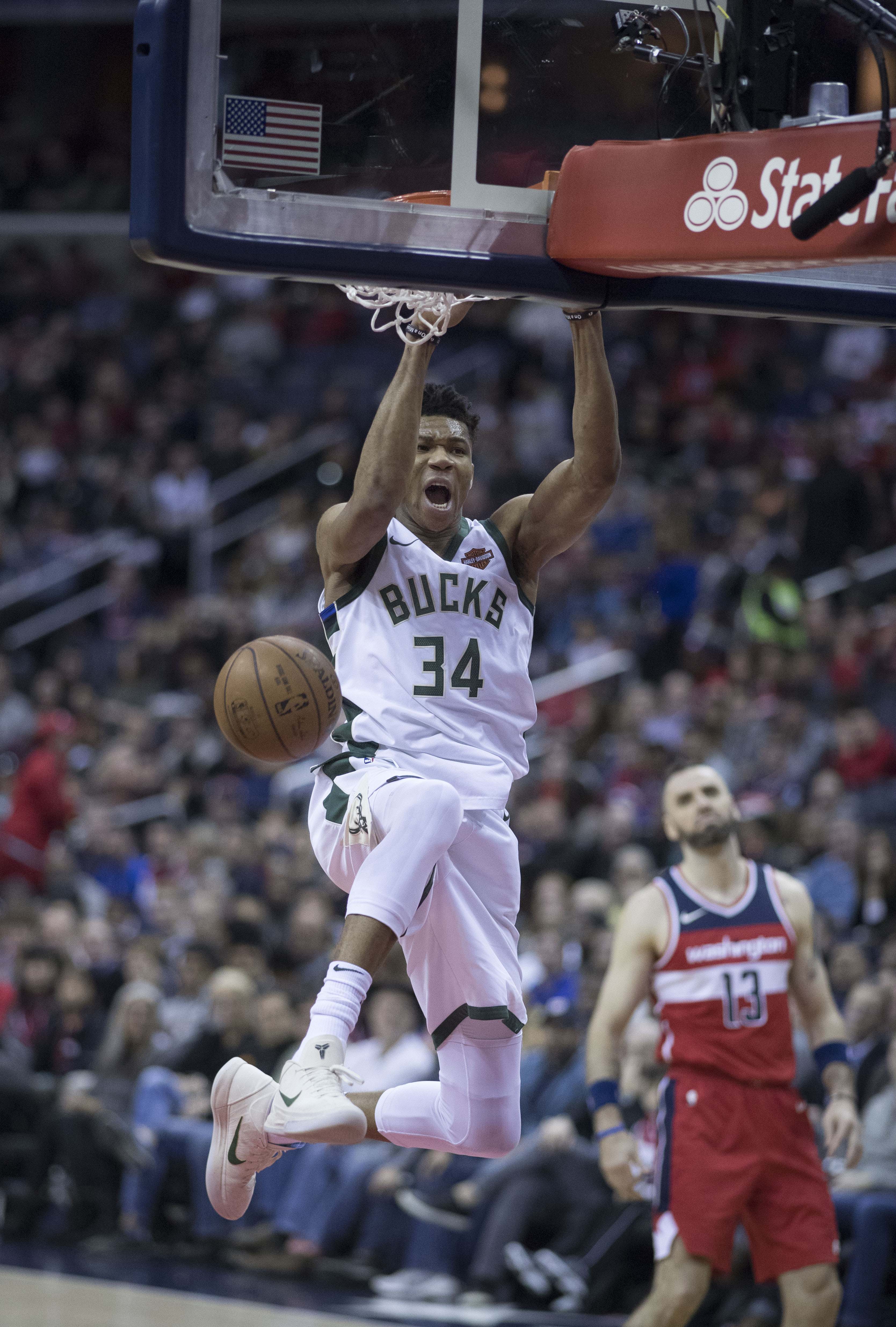
Antetokounmpo mentre schiaccia contro i Washington Wizards nel 2018

#### Il premio di giocatore maggiormente migliorato e la consacrazione a superstar (2016-2018)
Realizza il suo career-high di punti segnandone 41 l'11 febbraio 2017 nella gara persa in casa per 122-114 contro i Los Angeles Lakers. Conclude la stagione mantenendo le medie di 22,9 punti, 8,7 rimbalzi, 5,4 assist, 1,9 stoppate e 1,6 palle rubate tirando con il 52% dal campo e diventando il primo giocatore della storia a finire nella top-20 della stagione nelle cinque categorie statistiche maggiori. Vince inoltre il NBA Most Improved Player Award, premio assegnato al giocatore che nel corso della stagione si è contraddistinto per un considerevole miglioramento rispetto alle precedenti. I Bucks finiscono al sesto posto nella Eastern Conference, ma vengono eliminati al primo turno dai Toronto Raptors di DeMar DeRozan e Kyle Lowry in 6 gare, nonostante Antetokounmpo abbia tenuto di media 24,8 punti, 9,5 rimbalzi e 4,0 assist.
La stagione 2017-18 inizia per Antetokounmpo in modo fantastico: diventa il giocatore dei Bucks con più punti realizzati nelle prime sei partite (208), superando leggende del calibro di Marques Johnson e Kareem Abdul-Jabbar. Il greco migliora nuovamente il suo livello di gioco e si consacra come uno dei migliori giocatori della lega. Durante l'anno tiene le medie di 26,9 punti, 10 rimbalzi e 4,8 assist in 36 minuti di utilizzo medio a partita, trascinando Milwaukee al settimo posto della Eastern Conference. I Bucks vengono però eliminati dai Boston Celtics, che, dopo una serie molto combattuta, hanno la meglio in gara-7, nonostante le ottime prestazioni della superstar di Milwaukee.

#### Il premio di MVP e l'eliminazione in finale di conference (2018-2019)

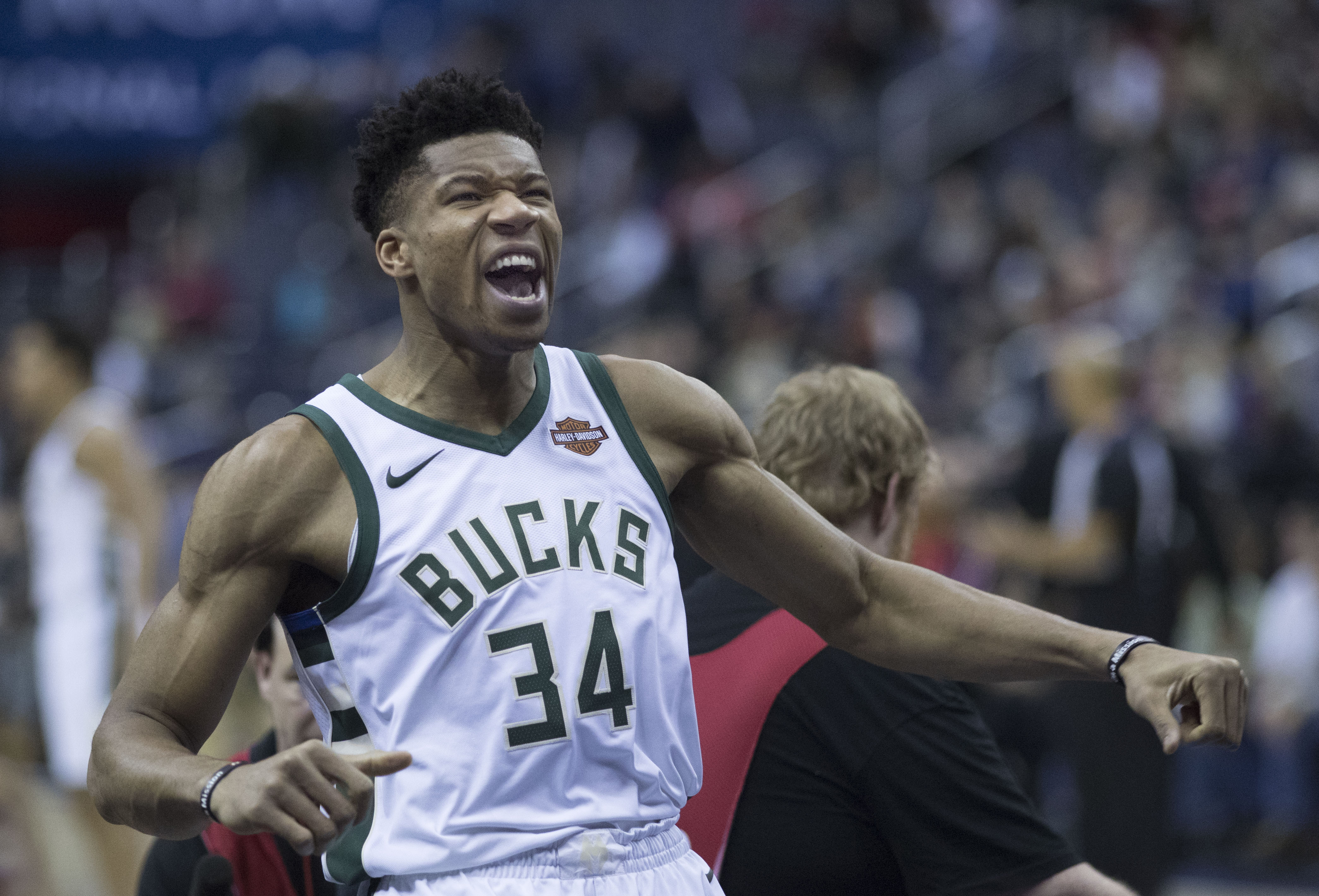
Antetokounmpo durante la stagione 2018-2019

In estate i Bucks assumono Mike Budenholzer come nuovo capo allenatore. L'ex coach di Atlanta, con il suo stile di gioco fatto di triple e difesa, aiuta la squadra, guidata ancora una volta dalle giocate spettacolari di Antetokounmpo, a compiere il definitivo salto di qualità. Il greco trascina la squadra in cima alla Eastern Conference con 60 vittorie, dopo aver tenuto in stagione 27,7 punti, 12,5 rimbalzi e 5,9 assist di media a partita, venendo nominato MVP della stagione (terzo più giovane di sempre a vincere il premio) e venendo incluso nel primo quintetto All-NBA e nel primo quintetto All-Defense.
Durante i play-off il greco aiuta Milwaukee a sconfiggere in quattro gare i Detroit Pistons e in cinque i Boston Celtics, regalando alla franchigia la sua prima finale di conference dopo 18 anni, questa volta contro i Raptors. Nonostante un iniziale vantaggio nella serie, i Bucks perdono quattro partite di fila, anche a causa dell'ottima difesa di Leonard, Ibaka e Gasol sul greco, venendo eliminati in sei partite.

#### Il secondo MVP e il premio di difensore dell'anno (2019-2020)
Nella stagione NBA 2019-20 viene nominato MVP per la seconda volta e Defensive Player of the Year per la prima volta nella sua carriera, diventando il quinto giocatore della storia a vincere sia il premio di MVP che di difensore dell'anno in carriera (insieme a Michael Jordan, Hakeem Olajuwon, Kevin Garnett e David Robinson) e il terzo a riuscirci nella stessa stagione (dopo Jordan e Olajuwon). Viene quindi incluso nel primo quintetto All-NBA e nel primo quintetto difensivo della lega.
Durante i playoff diventa il secondo giocatore della storia dopo Elgin Baylor a concludere una serie degli NBA Playoffs con almeno 30+ punti, 15+ rimbalzi e 5+ assist, aiutando così i Bucks a superare gli Orlando Magic in 5 gare. La corsa dei Bucks si ferma però al secondo turno, dove si vedono di fronte i Miami Heat di Jimmy Butler e Bam Adebayo. Sotto 3-0 nella serie, Antetokounmpo si vede costretto a saltare tre quarti di gara 4 e l'intera gara 5 a causa di un infortunio alla caviglia. I Bucks vengono così eliminati in cinque gare.

#### Il primo titolo (2020-21)
Il 7 marzo 2021 vince per la prima volta in carriera l'MVP dell'All Star Game, in cui segna 35 punti con 7 rimbalzi e 3 assist, diventando il primo giocatore di sempre a concludere una partita delle stelle senza errori dal campo e il primo giocatore europeo a vincere tale premio. Diventa inoltre il terzo giocatore di sempre, dopo Michael Jordan e Kevin Garnett, a vincere in carriera il premio di MVP, il premio di Defensive Player of the Year e l'MVP dell'All Star Game. Il 2 Aprile nella vittoria contro i Portland Trail Blazers (ottenuta grazie ai suoi 47 punti e 12 rimbalzi), diventa il secondo giocatore di sempre dopo Wilt Chamberlain a concludere una partita NBA con 45+ punti, 10+ rimbalzi, tirando con l'85% dal campo.
Ai playoff dopo aver eliminato i Miami Heat per 4-0, incontrano in semifinale di Conference i Brooklyn Nets che eliminano in 7 gare anche grazie ai 40 punti segnati dal greco in gara 7. In gara 4 nella serie delle finali di Conference contro gli Atlanta Hawks, è costretto a lasciare il campo a metà del terzo quarto per colpa di un brutto infortunio al ginocchio sinistro. Nonostante l'assenza del greco in gara 5 e 6, i Bucks superano gli Hawks per 4-2, raggiungendo le NBA Finals dopo 47 anni.
Le Finals vedono i Bucks di fronte ai Phoenix Suns di Chris Paul e Devin Booker. Gara 1 nonostante il rientro del greco dall'infortunio che sembrava aver chiuso anzitempo i suoi NBA Playoffs 2021, vede la sconfitta dei Bucks. In gara 2, persa per 118-108, Antetokounmpo realizza 42 punti, diventando il quarto giocatore di sempre (dopo Michael Jordan, Isiah Thomas e Joe Dumars) a segnare 20 punti in un singolo quarto di una partita delle Finals. In gara 3, vinta dai Bucks per 120-100, Giannis, grazie a una prestazione da 41 punti, diventa l'unico giocatore nella storia delle Finals, insieme a Shaquille O'Neal, a segnare almeno 40+ punti e 10+ rimbalzi in due partite consecutive. I Bucks pareggiano la serie in gara 4, con il greco che contribuisce con 26 punti, 14 rimbalzi e 8 assist e con la giocata decisiva della partita, la stoppata a poco più di un minuto dalla fine ai danni di Deandre Ayton. I Bucks si ripetono in gara 5, chiudendo poi la pratica in gara 6 e riportando così un titolo NBA che mancava a Milwaukee da 50 anni. Antetokounmpo realizza il suo massimo in carriera ai Playoff con 50 punti, con 14 rimbalzi e 5 stoppate, diventando per la prima volta in carriera campione NBA e venendo eletto all'unanimità NBA Finals Most Valuable Player dopo aver tenuto le medie di 35,2 punti, 13,2 rimbalzi, 5,0 assist e 1,8 stoppate in 39,6 minuti a partita. Antetokounmpo diventa così il terzo giocatore di sempre, dopo Michael Jordan e Hakeem Olajuwon, a vincere in carriera il premio di MVP della stagione regolare, delle finali e il premio di Defensive Player of the Year.

#### Stagione 2021-2022
Il 21 novembre 2021 nella vittoria contro gli Orlando Magic, in soli 30 minuti di gioco diventa il giocatore più veloce di sempre nella storia a realizzare almeno 30+ punti, 20+ rimbalzi e 5+ assist battendo il precedente record che apparteneva a Willie Naulls con 35 minuti nel 1959. Il 1º aprile 2022, nella vittoria contro i Brooklyn Nets in cui segna 44 punti, Giannis diventa il miglior marcatore nella storia dei Milwaukee Bucks con 14216 marcature in carriera, sorpassando Kareem Abdul-Jabbar.
Durante i playoff dopo aver eliminato i Chicago Bulls in 5 gare, la corsa dei Bucks però si ferma al secondo turno per mano dei Boston Celtics che dopo una serie molto combattuta hanno la meglio in gara 7 nonostante la grandissima serie disputata dal greco che diviene il primo giocatore della storia degli NBA Playoffs a concludere una serie con almeno 200+ punti, 100+ rimbalzi e 50+ assist.

#### Stagione 2023-2024

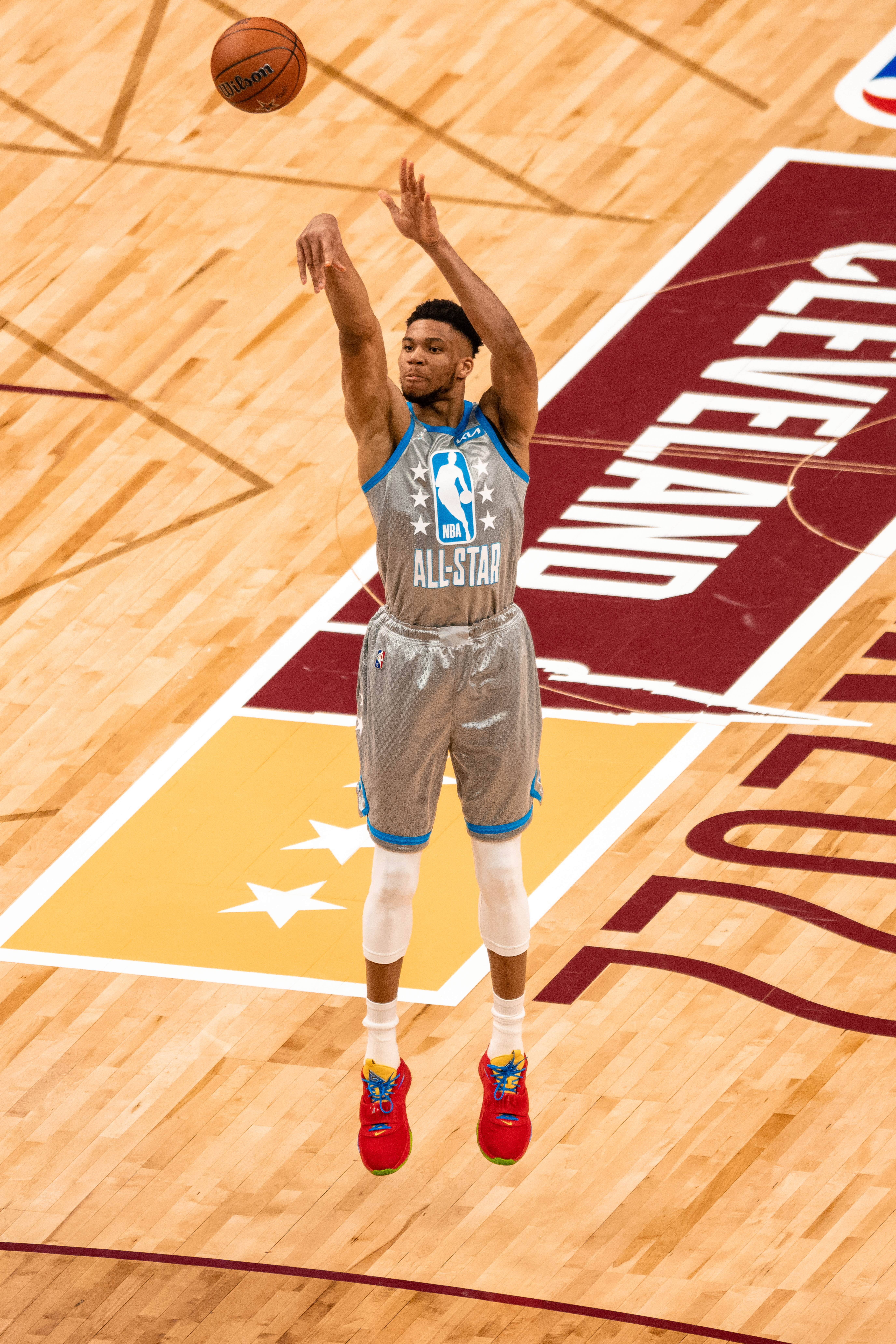
Giannīs Antetokounmpo all'NBA All-Star Weekend 2022.

Il 13 Dicembre 2023, nella vittoria casalinga contro gli Indiana Pacers, Giannis realizza 64 punti con 20/28 al tiro e 24/32 al tiro libero: tale prestazione gli permette di superare il suo precedente record di 55 punti risalente alla stagione precedente (contro i Washington Wizards), ma soprattutto stabilisce il nuovo massimo di punti segnati in una singola partita di regular season da un giocatore dei Milwaukee Bucks, battendo il precedente record di Michael Redd di 57 punti che risaliva all' 11 Novembre 2006.
Stagione 2024-2025
Il 18 Dicembre nella finale della seconda edizione della NBA In-Season Tournament 2024, realizza una tripla doppia da 26 punti, 19 rimbalzi e 10 assist che aiutano i Bucks a battere gli Oklahoma City Thunder e a conquistare il titolo, rimanendo così imbattuti in tutto il torneo con un record totale di 7 vittorie e 0 sconfitte, nel quale viene nominato come MVP della competizione, chiudendo con 30.5 punti, 10.2 rimbalzi, 7.7 assist, 2.8 stoppate di media a partita tirando con il 66.7% dal campo. 

## Nazionale
Debutta in nazionale l’8 agosto 2014 nell’amichevole Pau persa contro la Serbia.

## Statistiche
| † | Denota le stagioni in cui ha vinto il titolo |
| * | Primo nella lega                             |

### NBA

#### Regular Season
| Anno       | Squadra         | PG  | PT  | MP   | TC%  | 3P%  | TL%  | RP   | AP  | PRP | SP  | PP   |
| ---------- | --------------- | --- | --- | ---- | ---- | ---- | ---- | ---- | --- | --- | --- | ---- |
| 2013-2014  | Milwaukee Bucks | 77  | 23  | 24,6 | 41,4 | 34,7 | 68,3 | 4,4  | 1,9 | 0,8 | 0,8 | 6,8  |
| 2014-2015  | Milwaukee Bucks | 81  | 71  | 31,4 | 49,1 | 15,9 | 74,1 | 6,7  | 2,6 | 0,9 | 1,0 | 12,7 |
| 2015-2016  | Milwaukee Bucks | 80  | 79  | 35,3 | 50,6 | 25,7 | 72,4 | 7,7  | 4,3 | 1,2 | 1,4 | 16,9 |
| 2016-2017  | Milwaukee Bucks | 80  | 80  | 35,6 | 52,2 | 27,2 | 77,0 | 8,7  | 5,4 | 1,6 | 1,9 | 22,9 |
| 2017-2018  | Milwaukee Bucks | 75  | 75  | 36,7 | 52,9 | 30,7 | 76,0 | 10,0 | 4,8 | 1,5 | 1,4 | 26,9 |
| 2018-2019  | Milwaukee Bucks | 72  | 72  | 32,8 | 57,8 | 25,6 | 72,9 | 12,5 | 5,9 | 1,3 | 1,5 | 27,7 |
| 2019-2020  | Milwaukee Bucks | 63  | 63  | 30,4 | 55,3 | 30,4 | 63,3 | 13,6 | 5,6 | 1,0 | 1,0 | 29,5 |
| 2020-2021† | Milwaukee Bucks | 61  | 61  | 33,0 | 56,9 | 30,3 | 68,5 | 11,0 | 5,9 | 1,2 | 1,2 | 28,1 |
| 2021-2022  | Milwaukee Bucks | 67  | 67  | 32,9 | 55,3 | 29,3 | 72,2 | 11,6 | 5,8 | 1,1 | 1,4 | 29,9 |
| 2022-2023  | Milwaukee Bucks | 63  | 63  | 32,1 | 55,3 | 27,5 | 64,5 | 11,8 | 5,7 | 0,8 | 0,8 | 31,1 |
| 2023-2024  | Milwaukee Bucks | 73  | 73  | 35,2 | 61,1 | 27,4 | 65,7 | 11,5 | 6,5 | 1,2 | 1,1 | 30,4 |
| 2024-2025  | Milwaukee Bucks | 67  | 67  | 34,2 | 60,1 | 22,2 | 61,7 | 11,9 | 6,5 | 0,9 | 1,2 | 30,4 |
| Carriera   | Carriera        | 859 | 794 | 32,9 | 55,1 | 28,4 | 69,3 | 9,9  | 5,0 | 1,1 | 1,2 | 23,9 |
| All-Star   | All-Star        | 8   | 8   | 22,1 | 71,3 | 27,3 | 64,3 | 7,6  | 2,8 | 1,1 | 0,8 | 24,9 |

#### Play-off
| Anno     | Squadra         | PG | PT | MP   | TC%  | 3P%  | TL%  | RP    | AP  | PRP | SP  | PP    |
| -------- | --------------- | -- | -- | ---- | ---- | ---- | ---- | ----- | --- | --- | --- | ----- |
| 2015     | Milwaukee Bucks | 6  | 6  | 33,5 | 36,6 | 0,0  | 73,9 | 7,0   | 2,7 | 0,5 | 1,5 | 11,5  |
| 2017     | Milwaukee Bucks | 6  | 6  | 40,5 | 53,6 | 40,0 | 54,3 | 9,5   | 4,0 | 2,2 | 1,7 | 24,8  |
| 2018     | Milwaukee Bucks | 7  | 7  | 40,0 | 57,0 | 28,6 | 69,1 | 9,6   | 6,3 | 1,4 | 0,9 | 25,7  |
| 2019     | Milwaukee Bucks | 15 | 15 | 34,3 | 49,2 | 32,7 | 63,7 | 12,3  | 4,9 | 1,1 | 2,0 | 25,5  |
| 2020     | Milwaukee Bucks | 9  | 9  | 30,8 | 55,9 | 32,5 | 58,0 | 13,8  | 5,7 | 0,7 | 0,9 | 26,7  |
| 2021†    | Milwaukee Bucks | 21 | 21 | 38,1 | 56,9 | 18,6 | 58,7 | 12,8* | 5,1 | 1,0 | 1,2 | 30,2  |
| 2022     | Milwaukee Bucks | 12 | 12 | 37,3 | 49,1 | 22,0 | 67,9 | 14,2  | 6,8 | 0,7 | 1,3 | 31,7* |
| 2023     | Milwaukee Bucks | 3  | 3  | 30,3 | 52,8 | 0,0  | 45,2 | 11,0  | 5,3 | 0,3 | 0,7 | 23,3  |
| 2025     | Milwaukee Bucks | 5  | 5  | 37,6 | 60,6 | 20,0 | 69,8 | 15,4* | 6,6 | 1,0 | 1,0 | 33,0* |
| Carriera | Carriera        | 84 | 84 | 36,2 | 53,2 | 25,9 | 62,5 | 12,2  | 5,3 | 1,0 | 1,3 | 27,0  |

#### Massimi in carriera
- Massimo di punti: 64 vs Indiana Pacers (13 dicembre 2023)[65]
- Massimo di rimbalzi: 23 vs Toronto Raptors (19 maggio 2019)
- Massimo di assist: 20 vs Philadelphia 76ers  (4 Aprile 2025)
- Massimo di palle rubate: 5 (10 volte)
- Massimo di stoppate: 7 vs Chicago Bulls (31 dicembre 2016)
- Massimo di minuti giocati: 53 vs Brooklyn Nets (20 marzo 2015)

### Europa
| Anno    | Squadra       | PG | PT | MP   | TC%  | 3P%  | TL%  | RP  | AP  | PRP | SP  | PP   |
| ------- | ------------- | -- | -- | ---- | ---- | ---- | ---- | --- | --- | --- | --- | ---- |
| 2012-13 | Filathlitikos | 26 | -  | 21,1 | 51,3 | 25,4 | 63,3 | 4,9 | 1,0 | 1,1 | 1,0 | 12,2 |

| Cronologia completa delle presenze e dei punti in Nazionale - Grecia | Cronologia completa delle presenze e dei punti in Nazionale - Grecia | Cronologia completa delle presenze e dei punti in Nazionale - Grecia | Cronologia completa delle presenze e dei punti in Nazionale - Grecia | Cronologia completa delle presenze e dei punti in Nazionale - Grecia | Cronologia completa delle presenze e dei punti in Nazionale - Grecia | Cronologia completa delle presenze e dei punti in Nazionale - Grecia | Cronologia completa delle presenze e dei punti in Nazionale - Grecia |
| Data                                                                 | Città                                                                | In casa                                                              | Risultato                                                            | Ospiti                                                               | Competizione                                                         | Punti                                                                | Note                                                                 |
| -------------------------------------------------------------------- | -------------------------------------------------------------------- | -------------------------------------------------------------------- | -------------------------------------------------------------------- | -------------------------------------------------------------------- | -------------------------------------------------------------------- | -------------------------------------------------------------------- | -------------------------------------------------------------------- |
| 8-8-2014                                                             | Pau                                                                  | Grecia                                                               | 66 - 64                                                              | Serbia                                                               | Torneo amichevole                                                    | 0                                                                    |                                                                      |
| Totale                                                               |                                                                      | Presenze                                                             | 68                                                                   |                                                                      | Punti                                                                | 1072                                                                 |                                                                      |

## Palmarès

### Squadra

#### NBA
- Campionato NBA: 1

Milwaukee Bucks: 2021

- NBA In-Season Tournament: 1

Milwaukee Bucks: 2024

### Individuale

#### NBA
- MVP delle finali: 1

2021
- MVP della regular season: 2

2019, 2020
- MVP della NBA In-Season Tournament: 1

2024
- Difensore dell'anno: 1

2020
- NBA Most Improved Player Award:

2017
- NBA All-Star Game: 9

2017, 2018, 2019, 2020, 2021, 2022, 2023, 2024, 2025
- MVP dell'All-Star Game: 1

2021
- Squadre All-NBA: 9

First Team: 2019, 2020, 2021, 2022, 2023, 2024, 2025
Second Team: 2017, 2018
- Squadre All-Defensive: 5

First Team: 2019, 2020, 2021, 2022
Second Team: 2017
- All-NBA In-Season Tournament Team: 2

First Team: 2023, 2024
- NBA All-Rookie Team:

Second Team: 2014
- Inserito nel NBA 75th Anniversary Team

#### Nazionale
- FIBA EuroBasket All-Tournament Teams: 1
Georgia/Germania/Italia/Repubblica Ceca 2022

#### Altri premi
- Euroscar Award: 1 (2018)
- GQ Athlete of the Year (2021)

## Record
- Primo e unico giocatore della storia a finire nella top-20 della stagione nelle cinque categorie statistiche maggiori (punti, rimbalzi, assist, palle rubate e stoppate).[31]
- Quinto giocatore di sempre (dopo Michael Jordan, Hakeem Olajuwon, Kevin Garnett e David Robinson) a vincere i premi di MVP e DPOY in carriera.[66]
- Terzo giocatore di sempre (dopo Michael Jordan e Hakeem Olajuwon) a vincere i premi di MVP e DPOY nello stesso anno.[67]
- Unico europeo a vincere il premio di MVP dell'All-Star Game.
- Terzo giocatore di sempre (dopo Michael Jordan e Kevin Garnett) a vincere in carriera il premio di MVP, il DPOY e l'MVP dell'All-Star Game.[47]
- Secondo giocatore di sempre (dopo Wilt Chamberlain) a concludere una partita NBA con almeno 45 punti, 10 rimbalzi e l'85% dal campo.[48]
- Quarto giocatore di sempre (dopo Michael Jordan, Isiah Thomas e Joe Dumars) a segnare almeno 20 punti in un singolo quarto in una partita delle Finals.[54]
- Unico giocatore nella storia delle Finals, insieme a Shaquille O'Neal, a segnare almeno 40 punti e 10 rimbalzi in due partite consecutive (gara 2 e 3 delle Finals 2021).[55]
- Uno dei tre giocatori (insieme a Michael Jordan e Hakeem Olajuwon) a vincere il premio di MVP, Finals MVP e DPOY in carriera.[68]
- Unico giocatore nella storia dei playoff a concludere una serie con almeno 200+ punti, 100+ rimbalzi e 50+ assist [62]
- Detentore del record di rimbalzi difensivi in una singola partita di Playoff NBA (20 rimbalzi) (record condiviso con Dave Cowens, Tim Duncan, Kevin Garnett e Bill Walton)
- Unico giocatore nella storia NBA a terminare una partita con 35+ punti, 15+ rimbalzi e 20+ assist [69]
- Unico giocatore nella storia NBA a concludere con almeno 30+ punti, 10+ rimbalzi e 5+ assist di media per tre stagioni consecutive [70]
- Uno dei tre giocatori (insieme a Wilt Chamberlain e Kareem Abdul-Jabbar) a concludere con almeno 30+ punti e 10+ rimbalzi di media per tre stagioni consecutive [71]

## Record nei Milwaukee Bucks
- Miglior realizzatore di sempre dei Milwaukee Bucks (1 Aprile 2022 vs Brooklyn Nets)[72]
- Più punti segnati in una partita: 64 (13 dicembre 2023 vs Indiana Pacers)[73]
- Più punti segnati in una partita di playoff: 50 (20 luglio 2021 vs Phoenix Suns)[74]
- Più punti segnati in una Finale NBA: 50 (20 luglio 2021 vs Phoenix Suns)[75]
- Più punti segnati in una singola postseason: 634 (2020-21)[76]
- Più punti segnati in un singolo quarto in una partita delle Finals: 20[77]
- Maggior numero di partite con almeno 30 punti segnati nei playoff: 33
- Maggior numero di partite con almeno 30 punti segnati in una singola postseason: 13[78]
- Maggior numero di partite con 50 o più punti segnati in una stagione: 3 (insieme a Kareem Abdul-Jabbar)[79]
- Partite consecutive con 40 o più punti segnati: 3
- Maggior numero di triple doppie: 36[80]
- Maggior numero di triple doppie consecutive: 3
- Maggior numero di assist: 3491[81]
- Maggior numero di stoppate: 935[82]
- Maggior numero di rimbalzi: 7.165
- Maggior numero di tiri liberi realizzati: 4.148

## Stipendio
| Stagione | Squadra         | Salario     |
| -------- | --------------- | ----------- |
| 2013-14  | Milwaukee Bucks | $1,792,560  |
| 2014-15  | Milwaukee Bucks | $1,873,200  |
| 2015-16  | Milwaukee Bucks | $1,953,960  |
| 2016-17  | Milwaukee Bucks | $2,995,421  |
| 2017-18  | Milwaukee Bucks | $22,471,910 |
| 2018-19  | Milwaukee Bucks | $24,157,304 |
| 2019-20  | Milwaukee Bucks | $25,842,697 |
| 2020-21  | Milwaukee Bucks | $27,528,090 |
| 2021-22  | Milwaukee Bucks | $39,344,900 |
| 2022-23  | Milwaukee Bucks | $42,492,492 |
| 2023-24  | Milwaukee Bucks | $45,640,084 |
| 2024-25  | Milwaukee Bucks | $48,787,676 |

## Filmografia
- Rise - La vera storia di Antetokounmpo, regia di Akin Omotoso (2022)
- Giannis-il viaggio meraviglioso, 2024[83]